# Massangis
Massangis település Franciaországban, Yonne megyében. Lakosainak száma 337 fő (2022. január 1.). Massangis Grimault, L’Isle-sur-Serein, Coutarnoux, Annoux, Blacy, Dissangis, Joux-la-Ville és Sarry községekkel határos.

## Népesség
A település népességének változása:
| Lakosok száma | 406  | 390  | 386  | 360  | 357  | 355  | 349  | 343  | 337  |
|               | 2013 | 2015 | 2016 | 2017 | 2018 | 2019 | 2020 | 2021 | 2022 |